# Marcus A. Coolidge

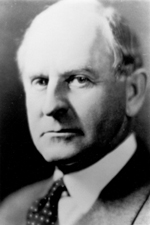
Marcus A. Coolidge

Marcus Aurelius Coolidge (* 6. Oktober 1865 in Westminster, Worcester County, Massachusetts; † 23. Januar 1947 in Miami Beach, Florida) war ein US-amerikanischer Politiker (Demokratische Partei), der den Bundesstaat Massachusetts im US-Senat vertrat.
Marcus Coolidge war der Sohn von Frederick S. Coolidge, einem Abgeordneten im Repräsentantenhaus der Vereinigten Staaten. Außerdem war er entfernt mit Calvin Coolidge verwandt, dem Präsidenten der Vereinigten Staaten zwischen 1923 und 1929. Er besuchte die öffentlichen Schulen sowie das Bryant & Stratton Commercial College in Boston; anschließend arbeitete er für seinen Vater, der mit der Herstellung von Stühlen und Rattanmöbeln befasst war. Nach seinem Umzug nach Fitchburg im Jahr 1895 stieg er in das Baugewerbe ein. Seine Firma konstruierte Straßenbahnen, Wasserwerke und Brücken sowie Werkzeugmaschinen.
In Fitchburg übernahm er als Bürgermeister ab 1916 auch sein erstes politisches Amt. 1919 wurde er von Präsident Woodrow Wilson als Sonderbotschafter nach Polen entsandt, um dort die Interessen der Friedenskommission nach Ende des Weltkrieges zu vertreten. Im Jahr darauf führte er den Vorsitz beim Parteitag der Demokraten in Massachusetts; ebenfalls 1920 bewarb er sich um das Amt des Vizegouverneurs, unterlag aber dem Republikaner Alvan T. Fuller. Danach wurde er Kurator und Präsident der Cushing Academy, eines Internats in Ashburnham.
Im Jahr 1930 wurde Coolidge in den Senat gewählt. Er nahm sein Mandat in Washington, D.C. vom 4. März 1931 bis zum 3. Januar 1937 wahr; dies war eine volle Amtsperiode, nachdem der Beginn der Amtszeiten durch die Ratifizierung des 20. Verfassungszusatzes vorverlegt worden war. Von 1933 bis 1937 führte Coolidge den Vorsitz im Einwanderungsausschuss. 1936 verzichtete er auf eine Wiederwahl. Er kehrte nach Fitchburg zurück und ging seinen vormaligen Geschäften wieder nach. Am 23. Januar 1947 starb Marcus Coolidge im St. Francis Hospital in Miami Beach. Er wurde auf dem Mount Pleasant Cemetery in Westminster beigesetzt. In Fitchburg trägt ein Erholungspark seinen Namen, für den er zuvor eine in seinem Besitz befindliche Landfläche an die Stadt abgetreten hatte. Ein Gedenkstein erinnert dort an den Politiker.